# G-Saviour
G-Saviour is een Amerikaanse live-action televisiefilm gebaseerd op de Japanse Gundam-franchise. De film werd geregisseerd door Graeme Campbell. Hoofdrollen werden vertolkt door Brennan Elliott, Enuka Okuma, Catharina Conti en David Lovgren.
De film speelt zich af tijdens de Universal Century-tijdlijn van de franchise, en is daarmee de laatste incarnatie van Gundam die zich in deze tijdlijn afspeelt.

## Verhaal
Het is het jaar Universal Century 223. De aardse federatie is ingestort, en autonomiteit is hersteld in de gebieden die ooit onder toezicht van de federatie stonden. De ruimtekolonies hebben zich ontdaan van hun koloniale verleden, en zien zichzelf nu als onafhankelijke nederzettingen.
Veel leden van de voormalige federatie hebben samen de Congress of Settlement Nations (CONSENT) opgericht. Onder de leden bevinden zich kolonies Sides 2, 3, 5, 6, 7, en hun aardse partnernaties. Deze groep staat lijnrecht tegenover de Settlement Freedom League, bestaande uit Sides 1, 4, en de maansteden. CONSENT heeft te lijden onder een tekort aan voedsel, iets waar de Settlement Freedom League geen last van heeft dankzij zijn eigen landbouwprogramma. Wanneer de Freedom League in Side 8 een doorbraak bereikt op het gebied van landbouwtechnologie, probeert CONSENT deze technologie in handen te krijgen om de voedselcrisis op te lossen. Een oorlog dreigt, en alleen ex-CONSENT piloot Mark Curran en een groep MS piloten kunnen dit voorkomen.

## Rolverdeling
| Acteur            | Personage                    | Japanse stemacteur |
| ----------------- | ---------------------------- | ------------------ |
| Brennan Elliott   | Mark Curran                  | Haruhiko Kato      |
| Enuka Okuma       | Cynthia Graves               | Ryoko Shinohara    |
| Catarina Conti    | Mimi Devere                  | Yumi Takada        |
| David Lovgren     | Luitenant-Kolonel Jack Halle | Takaya Hashi       |
| Kenneth Welsh     | Generaal Garneaux            | Russell Ishii      |
| Alfonso Quijada   | Dieter                       | Takayasu Komiya    |
| Taayla Markell    | Kobi                         | Rei Sakuma         |
| Blu Mankuma       | Chief Councilor Graves       | Kenji Utsumi       |
| Hrothgar Mathews  | Philippe San Simeone         | Toshihiko Kojima   |
| Brendan Beiser    | Simmons                      | Kenichi Ono        |
| Marlowe Dawn      | Dagget                       | Emi Shinohara      |
| Peter Williams    | Luitenant Tim Holloway       | Naoki Bando        |
| Christopher Shyer | Barkeep                      | Kiyoyuki Yanada    |

## Achtergrond

### Productie
De acteurs in de film zijn voornamelijk afkomstig uit Canada. De film is dan ook in het Engels opgenomen, en nagesynchroniseerd voor de Japanse markt. De film was bedoeld om samen met de serie ∀ Gundam te dienen als centraal stuk in Sunrise' "Big Bang Project," ter viering van het 20-jarig bestaan van de Gundamfranchise.
Gundam's originele bedenker, Yoshiyuki Tomino, was niet betrokken bij de productie van de film. Hij sprak zijn onvrede over de film uit op de Anime Expo New York 2002. Nadien is Bandai Entertainment gestopt met het verkopen van de film in Noord-Marika.
Uniek aan de film is dat ondanks het feit dat het een verfilming is van de Gundamseries, het woord Gundam niet voorkomt in de filmtitel en ook in de film niet wordt genoemd.

### Reputatie onder fans
Daar G-Saviour niet in de bioscopen werd uitgebracht, en Gundamfans de voornaamste doelgroep waren, is de film doorgaans alleen onder deze fans bekend. Een veel gehoord punt van kritiek is dat de film de diepgang van de personages mist die wel aanwezig is in veel Gundamseries. Ook komen de Gundams in de film primitiever over dan die in de serie, en zijn ze maar beperkt te zien in de film. Desondanks krijgen de Gundamontwerpen uit de film ook positieve kritieken van fans.

### Filmmuziek
1. "G-Saviour Theme" - Ikihiro - 02:37
2. "Main Theme" - John Debney en Louis Febre - 03:50
3. "Rescue" - John Debney en Louis Febre - 05:35
4. "Invader" - John Debney en Louis Febre - 04:56
5. "Bio-Luminescence" - John Debney en Louis Febre - 05:23
6. "Flight" - John Debney en Louis Febre - 03:11
7. "Escape" - John Debney en Louis Febre - 04:29
8. "Illuminati" - John Debney en Louis Febre - 03:11
9. "G-Saviour" - John Debney en Louis Febre - 01:10
10. "Wounded Heart" - John Debney en Louis Febre - 06:17
11. "Romance" - John Debney en Louis Febre - 01:27
12. "Misfire" - John Debney en Louis Febre - 02:54
13. "MS Battle" - John Debney en Louis Febre - 06:36
14. "G-Saviour Advance" - John Debney en Louis Febre - 10:57
15. "Declaration of Independence" - John Debney en Louis Febre - 02:33
16. "To Earth" - John Debney en Louis Febre - 01:57
17. "New History - John Debney ed Louis Febre - 03:06
18. "Orb" - Emily - 04:25